# Dryopteris zhuweimingii
Dryopteris zhuweimingii är en träjonväxtart som beskrevs av Li Bing Zhang. Dryopteris zhuweimingii ingår i släktet Dryopteris och familjen Dryopteridaceae. Inga underarter finns listade.